# Deki Lhazom
Deki Lhazom, née le 4 janvier 2004, est une footballeuse internationale bhoutanaise. Elle évolue au poste d'attaquante à Al-Ittihad.

## Biographie
Lors de l'édition 2022 du championnat d'Asie du Sud féminin de football elle fait partie de l'équipe du Bhoutan féminine de football qui se qualifie pour la première fois de son histoire pour les phases finales de cette compétition. En inscrivant deux des cinq buts du dernier match de poules contre l'équipe du Sri Lanka féminine de football elle contribue à cette première. L'équipe s'incline ensuite en demi-finale contre l'équipe du Bangladesh. Ces deux buts lui permettent de devenir la meilleure buteuse de l'histoire du football bhoutanais au niveau international.